# كاتدرائية طرناي
كتدرئية طرناي أو تورناي أو كاثدرائية نوتردام في تورنيه (بالفرنسية: Cathédrale Notre-Dame de Tournai) هي كنيسة رومانية كاثوليكية تقع في طرناي، بلجيكا. تم تصنيفها عام 1936 مع كاتدرائية فلونية أو ولونية كواحدة من المواقع التراثية الكبرى، وكموقع للتراث العالمي لليونسكو منذ عام 2000. وهي واحدة من عدة كاتدرائيات تُسمى باسم «كاتدرائية نوتردام» في الدول الناطقة بالفرنسية.

## التصميم
شُيدت الكاثدرائية في النصف الأول من القرن الثاني عشر، وهي تتميّز بجناحها الروماني الضخم، وبتيجان عواميدها الغنية بنقوشها وبجناحها المصالب المكلّل بخمسة أبراج تبشّر بالفن القوطي. وفي القرن الثالث عشر، أعيد بناء موضع الخورس المصمّم حسب الطراز القوطي البحت.

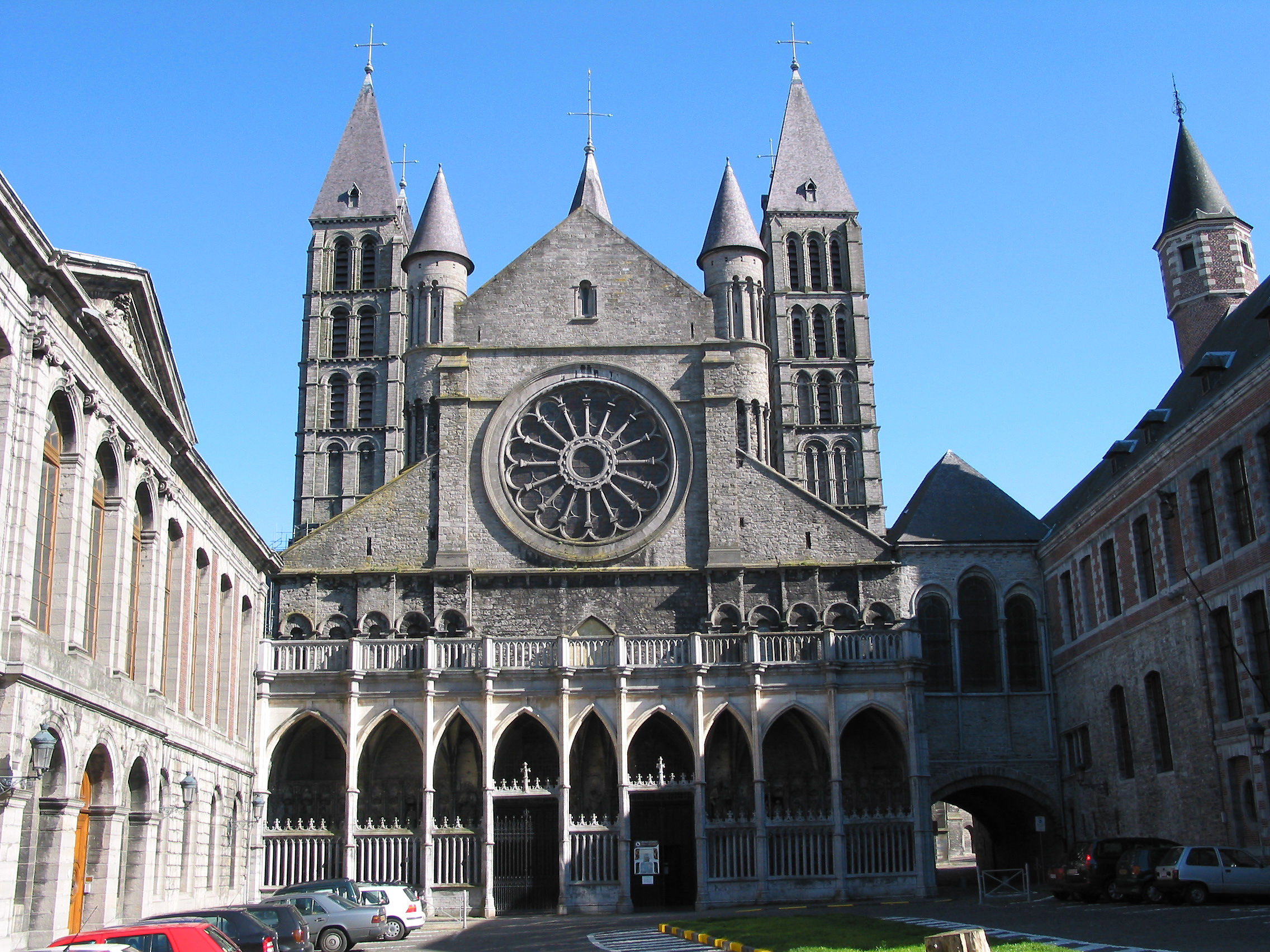
الواجهة الغربية
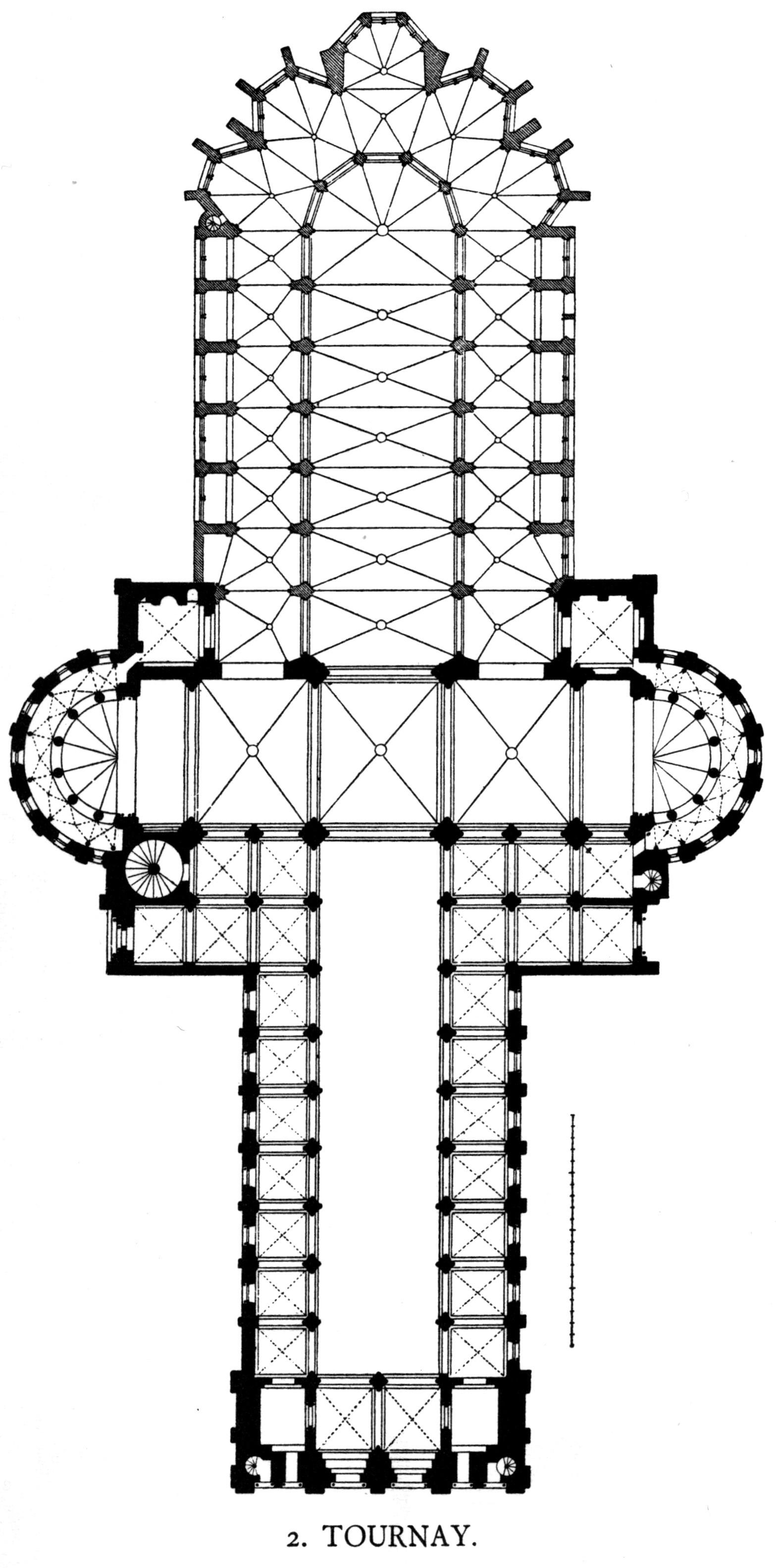
مخطط الطابق الأرضي
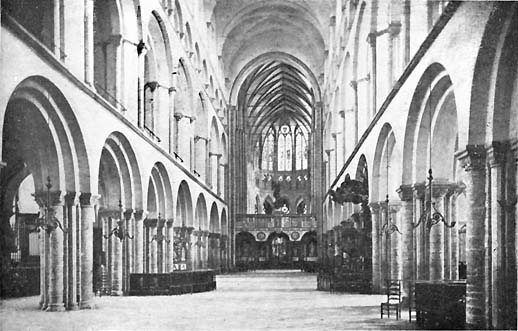
صحن الكنيسة
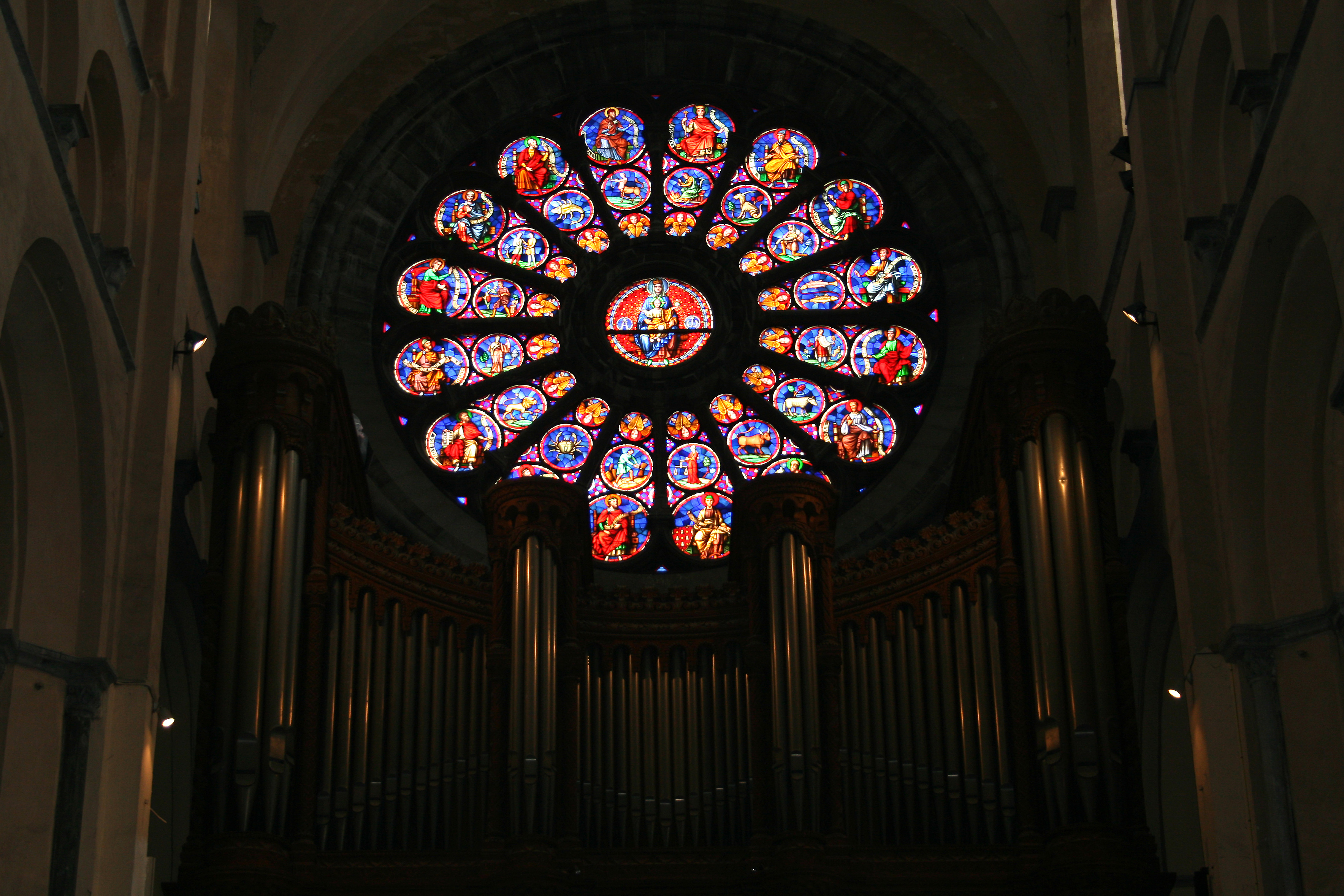
نوافذ الكنيسة من الداخل